# 柬埔寨民族统一阵线
柬埔寨民族统一阵线（法語：Front uni national du Kampuchéa）是柬埔寨历史上的一个统一战线组织。1970年3月23日，该组织在中国北京成立，诺罗敦·西哈努克亲王任该组织主席。发表了告高棉同胞书和声明，其宗旨是领导柬埔寨人民进行民族解放斗争，对抗“朗诺—施里玛达集团”。同年5月5日，建立对立政府柬埔寨王國民族團結政府。该组织得到红色高棉的支持。该组织一直运作到1975年4月红色高棉夺取政权。

## 柬埔寨民族统一阵线中央政治局成员
1970年5月5日，柬埔寨民族统一阵线中央政治局名单如下：
- 主席：宾努（Penn Nouth）
- 委员：
  - 周成（Chau Seng）
  - 符宁（Hu Nim）
  - 杨森安（Duong Sam Ol）
  - 胡森巴（Huot Sambath）
  - 江裕朗（Chan Youran）
  - 乔森潘（Khieu Samphan）
  - 谢桑（Chea San）
  - 沙林察（Sarin Chhak）
  - 胡荣（Hou Yuon）
  - 秀木（Thiounn Mumm）